# Trichardis grisescens
Trichardis grisescens är en tvåvingeart som beskrevs av Engel 1924. Trichardis grisescens ingår i släktet Trichardis och familjen rovflugor. Inga underarter finns listade i Catalogue of Life.